# 黄旭
黄旭（1979年2月4日—），江苏南通人，中国国家体操队运动员，是一名全能型的选手，强项为雙槓和鞍马。他的技术特点是动作幅度大、韵律好、规格高。
黄旭5岁开始练习体操，1989年进入江苏队，1993年入选国家队。
黄旭第一次在世界大赛亮相是1997年的第33届瑞士洛桑世界体操锦标赛，就和队友一起夺得了团体冠军。
黄旭技术全面，没有明显的弱项，因此他一直是中国体操队的团体成员。他相继参加了1999年第34届中国天津世界体操锦标赛、2000年悉尼奥运会和2003年第37届美国安那罕世界体操锦标赛，他都发挥出色，夺得团体冠军。他还获得了第37届世界体操锦标赛双杠单项的银牌。
在2004年雅典奥运会上，中国体操男队惨遭滑铁卢，但黄旭是所有队员中唯一正常发挥的选手。
2006年第39届丹麦奥胡斯体操世锦赛，黄旭在法国的拉练备战过程中，伤势愈加严重，最终退出比赛。
2007年9月，第40届世界体操锦标赛在德国斯图加特举行，在率先举行的男子团体比赛中，杨威和黄旭两员老将带领肖钦、梁富亮、陈一冰和邹凯以绝对优势蝉联了冠军。
在一些世界杯分站赛上，黄旭多次获得冠军。如2004年英国格拉斯哥世界杯分站赛获得吊环冠军，2006年比利时根特体操世界杯分站赛获得双杠冠军。